# Samuel Chapman Armstrong
Samuel Chapman Armstrong (Maui, 30 de janeiro de 1839 – Hampton, 11 de maio de 1893) foi um educador americano e um oficial comissionado do Exército da União durante a Guerra de Secessão. É mais lembrado por seu trabalho pós-guerra como o fundador e primeiro diretor da escola normal, que é atualmente a Universidade Hampton.

## Juventude
Filho do missionário Richard Armstrong (1805-1860), Armstrong nasceu em Maui, Havaí, o sexto de dez filhos. Frequentou a Escola Punahou em Honolulu. Em 1860, seu pai morreu repentinamente, e Armstrong, aos vinte e um anos de idade, deixou o Havaí e foi para os Estados Unidos. Concluiu seus estudos no Williams College em Massachusetts, graduando-se em 1862.

## Guerra de Secessão
Na época em que Armstrong concluiu a faculdade, os Estados Unidos estavam envolvidos na Guerra Civil Americana. Após se formar, Armstrong se ofereceu para servir no Exército da União, e foi designado para integrar uma companhia perto de Troy, Nova York. Foi nomeado capitão no 125º Regimento de infantaria de Nova York, um regimento formado há três anos, pertencente à brigada de George Lamb Willard. Armstrong estava entre os doze mil homens capturados em setembro de 1862 por ocasião da rendição da guarnição na Batalha de Harpers Ferry. Depois de ter sido colocado em liberdade condicional, voltou para a linha de frente na Virgínia em dezembro. Como soldado da 3ª Divisão do II Corpo de exército sob o comando de Alexander Hays, Armstrong lutou na Batalha de Gettysburg em julho de 1863, defendendo a área conhecida como Cemetery Ridge contra a Pickett’s Charge.
Armstrong posteriormente foi promovido a tenente-coronel, sendo lhe atribuído o 9º Regimento de Tropas de afro-americanos (USCT) no final de 1863. Estava no comando do 8º Regimento de Tropas de afro-americanos, quando seu comandante anterior foi afastado em decorrência de ferimentos sofridos. As experiências de Armstrong com esses regimentos despertou seu interesse pelo bem-estar dos afro-americanos. Liderou o regimento durante a Cerco de Petersburg, e o 8º Regimento foi um dos primeiros regimentos da União a entrar na cidade após os confederados abandonarem suas trincheiras. Em novembro de 1864, Armstrong foi promovido a coronel "por seus corajosos e destacados serviços em Deep Bottom e Fussell's Mill", durante o Cerco de Petersburg.
A 8º USCT perseguiu o Exército da Virgínia do Norte durante a subsequente Campanha do Appomattox. Depois da rendição de Robert E. Lee, Armstrong e seus homens retornaram para Petersburg pouco antes de ser enviado por via marítima para Ringgold Barracks próximo a Rio Grande City, na fronteira do Texas com o México. Armstrong foi condecorado. Em 10 de outubro de 1865, o 8º USCT começou a marcha do Texas em direção à Filadélfia, onde Armstrong e seus homens foram dispensados do serviço militar em 10 de novembro de 1865, pouco depois de sua chegada tardia. Em 13 de janeiro de 1866, o presidente Andrew Johnson indicou Armstrong para a promoção a general de brigada do corpo de voluntários a contar de 13 de março de 1865 e o Senado dos Estados Unidos confirmou a promoção em 12 de março de 1866.

## Educador
Quando Armstrong foi designado para comandar a USCT, seu treinamento foi realizado em Camp Stanton perto de Benedict, Maryland. Enquanto permaneceu em Stanton, fundou uma escola para educar os soldados negros, a maioria dos quais não era alfabetizada pelo fato de serem escravos.
No final da guerra, Armstrong integrou o Departamento dos libertos. Com a ajuda da Associação Missionária americana, fundou o Instituto Normal e Agrícola de Hampton, atualmente conhecido como Universidade de Hampton em Hampton, Virgínia em 1868. O Instituto foi concebido para ser um lugar onde os estudantes negros poderiam receber educação pós-secundária para se tornar professores, bem como treinamento em atividades úteis para pagar por sua educação através do trabalho manual.
Durante a carreira de Armstrong, e durante a Reconstrução, o conceito predominante de harmonização racial promovido para brancos e afro-americanos equiparava a formação técnica e industrial com o avanço da raça negra. Esta ideia não era uma solução nova e vinha construindo sua história antes mesmo da Guerra de Secessão. Mas, especialmente, depois da guerra, os negros e os brancos igualmente perceberam o paradoxo que a liberdade acarretou para a população afro-americana no sul racista. A liberdade significava a libertação da brutalidade e da degradação da escravidão, mas como W.E.B. Du Bois a descreveu, o negro "sentiu a sua pobreza; sem um centavo, sem uma casa, sem terra, ferramentas, ou economias, tinha que competir pela sobrevivência com seus vizinhos ricos, qualificados e donos de terras. Ser um homem pobre é difícil, mas ainda ser proveniente de uma raça pobre em uma terra de dólares é extremamente difícil". Embora o fim da escravidão tenha sido o resultado inevitável da vitória da União, menos óbvio foi o destino de milhões de negros pobres no sul dos Estados Unidos. Os antigos abolicionistas e filantropos brancos logo concentraram suas energias na estabilização da comunidade negra, auxiliando os negros recém-libertos a se tornarem independentes, contribuintes úteis para a sua comunidade, ajudando-os a melhorar a sua raça e incentivando-os a lutar por uma norma que os equiparassem aos brancos americanos.
Como consequência da Rebelião de escravos de Nat Turner em 1831, a Assembleia legislativa da Virgínia aprovou uma nova lei tornando ilegal a alfabetização de escravos, negros libertos ou mulatos. Leis semelhantes também foram promulgadas em outros estados escravistas em toda a região sul americana. A revogação destas leis, após a Guerra de Secessão, ajudou a chamar a atenção para o problema do analfabetismo como um dos grandes desafios enfrentados por essas pessoas ao procurarem se ajustar ao sistema de livre concorrência e buscar seu sustento.
Um dos instrumentos através do qual este processo de elevação racial poderia ocorrer seria o das escolas como o Instituto Normal e Industrial de Hampton. O Instituto de Hampton exemplificava as atitudes paternalistas dos brancos que sentiam que era seu dever desenvolver aqueles que consideravam pertencer às raças inferiores. O general Samuel Armstrong possuía tanto a experiência de um abolicionista dos tempos da guerra, como a de filho de missionários brancos no Havaí. Armstrong acreditava que vários séculos sob a instituição da escravidão nos Estados Unidos tinham deixado os negros em um estado moral inferior e que somente os brancos poderiam ajudá-los a alcançarem o nível da civilização americana. "A solução estava em uma educação no estilo Hampton, uma educação que combinava a elevação cultural com a formação moral e manual, ou como Armstrong gostava de dizer, uma educação que englobava 'a cabeça, o coração e as mãos'." O general insistia em que os negros deveriam abster-se de votar e de se envolver em política, porque a sua longa experiência como escravos e, antes disso, como pagãos, havia degradado a raça a tal ponto de inviabilizar sua participação responsável no governo. "Armstrong afirmou que era dever da raça branca superior governar sobre as raças de pele escura mais fracas até que elas estivessem adequadamente civilizadas. Este processo civilizatório, na avaliação de Armstrong, exigiria várias gerações de desenvolvimento moral e religioso". O principal meio através do qual a civilização branca poderia educar lentamente os afro-americanos era pelo poder moral do trabalho e da indústria manual.
O foco da educação nos primeiros anos do estilo Hampton, durante o período em que Armstrong esteve na direção do projeto, foi a ênfase dada ao trabalho e à indústria. Porém, ensinar os negros a trabalhar era uma ferramenta, não o objetivo principal, do Instituto. Em vez de produzir classes de artesãos individuais e trabalhadores, Hampton acabou por ser uma escola normal (escola de professores) para futuros professores negros. Em teoria, esses professores negros difundiriam a ideia de Hampton de autoajuda e de indústria nas escolas por todo os Estados Unidos, especialmente no sul. Para este fim, um pré-requisito para a admissão em Hampton era a intenção de se tornar um professor. De fato, "cerca de oitenta e quatro por cento dos 723 licenciados das primeiras vinte turmas de Hampton se tornaram professores". Armstrong se esforçou para incutir nestes discípulos o valor moral do trabalho manual. Este conceito tornou-se o componente crucial da formação de educadores negros de Hampton.

## Legado
Talvez o melhor aluno da educação no estilo Hampton de Armstrong tenha sido Booker Taliaferro Washington. Depois de vir para a escola em 1872, Washington imediatamente começou a adotar o ensino e a filosofia de Armstrong. Washington descreveu Armstrong como "o mais perfeito dos homens, física, mental e espiritualmente o mais semelhante a Cristo….” Washington também aprendeu rapidamente o objetivo do Instituto Hampton. Washington passou a frequentar o Seminário Wayland em Washington, D.C., e retornou para Hampton para ensinar na faculdade de Armstrong. Por recomendação de Samuel Armstrong feita a Lewis Adams, Washington se tornou o primeiro diretor de uma nova escola normal no Alabama, que se tornou a Universidade de Tuskegee. Muitas organizações religiosas, ex-oficiais e soldados do Exército da União, e ricos filantropos foram incentivados a criar e financiar esforços educacionais especificamente para a formação de afro-americanos no sul do país através do trabalho de educadores pioneiros como Samuel Armstrong e Dr. Washington.
Como um número cada vez mais crescente de novos professores voltavam para suas comunidades, no primeiro terço do século XX, mais de 5 000 escolas locais foram construídas para os negros na região sul dos Estados Unidos com fundos da iniciativa privada doados por indivíduos como Henry Huttleston Rogers, Andrew Carnegie, e principalmente, Julius Rosenwald, cada um deles originários de famílias modestas e que se tornaram ricos empresários. Dr. Washington escreveu mais tarde que, ao pedir donativos, os benfeitores sentiam que também estavam resgatando parte de suas infâncias pobres. Os beneficiários localmente sabiam que estavam ajudando a si mesmos através do seu próprio trabalho e sacrifício.
Com o tempo, as escolas normais, que tinha sido originalmente criadas para trabalhar principalmente com negros em Hampton, Tuskegee, e em outros lugares evoluíram de seu foco primário de treinamento industrial, habilidades práticas e conhecimentos básicos para instituições de ensino superior focadas não apenas na formação de professores, mas no ensino acadêmico de vários tipos, muitas se tornando universidades.
Samuel Armstrong sofreu uma paralisia debilitante em 1892, enquanto discursava em Nova York. Retornou para Hampton em um vagão de trem particular fornecido pelo seu amigo multimilionário, Collis Potter Huntington, construtor da Chesapeake and Ohio Railway e da Newport News Shipbuilding and Drydock Company, com quem havia colaborado em projetos de educação para os negros.
Samuel Armstrong morreu no Instituto de Hampton em 11 de maio de 1893. Foi sepultado no cemitério da escola.
Seu neto, Harold Howe II, tornou-se Comissário da Educação no governo de Lyndon Johnson.